# جامعة نمل
جامعة نمل (NUML) وهي اختصار ل national university of modern languages (الجامعة الوطنية للغات الحديثة) ومقرها العاصمة الباكستانية إسلام أباد ولها افرع في مدينة لاهور وكراتشي.

## التأسيس
بدأت الجامعة بوصفها معهد عام 1970 وأصبحت جامعة عام 1999.
لمساعدة الناس على التواصل وفهم كل منهما الآخر بلغات مختلفة لاستيعاب الثقافات المختلفة وحاليا تدرس في الجامعة ما يقارب 23 لغة، بالإضافة إلى تخصصات أخرى.

## الكليات
تتكون الجامعة من الكليات التالية:
1. كلية اللغات الحديثة:
  1. قسم اللغة العربية.
  2. قسم اللغة الإنجليزية.
  3. قسم اللغة الفرنسية.
  4. قسم اللغة الألمانية.
  5. قسم اللغة الصينية.
  6. قسم اللغة الإيطالية.
  7. قسم اللغة الهندية.
  8. قسم اللغة اليابانية.
  9. قسم اللغة الفارسية.
  10. قسم اللغة الروسية.
  11. قسم اللغة الأسبانية.
  12. قسم اللغة الاوردية.
  13. قسم اللغة التركية.
  14. قسم اللغة الاندونيسية.
  15. قسم اللغة الأذربيجانية.
  16. وبعض اللغات الأخرى.
2. كلية العلوم الإدارية
  1. قسم إدارة اعمال.
  2. قسم التجارة.
3. كلية الهندسة وتكنلوجيا المعلومات:
  1. قسم هندسة الاتصالات.
  2. قسم علوم الحاسب الالي.
  3. قسم هندسة الحاسوب.
4. كلية العلوم الاجتماعية:
  1. قسم الاقتصاد.
  2. قسم الاتصال الجماهيري.
  3. قسم العلاقات الدولية.
  4. قسم الدراسات الإسلامية.
  5. قسم التربية والتعليم.
  6. قسم الدراسات العليا المتكاملة.